# Facteur de forme (rayonnement thermique)
En physique, le facteur de forme est la part du rayonnement thermique, émis par une surface, qu'une autre surface reçoit. Il est plus précisément la fraction du flux thermique rayonné par une surface isotherme et à émission isotrope (« lambertienne ») reçue par une autre surface dans un milieu non participatif (pas d'émission, d'absorption ou de diffusion en volume). Cette quantité ne dépend que de la géométrie du milieu.
Ce type de problème se rencontre dans les transferts thermiques, ou le rendu en génération d'images de synthèse.

## Quantités caractérisant le rayonnement

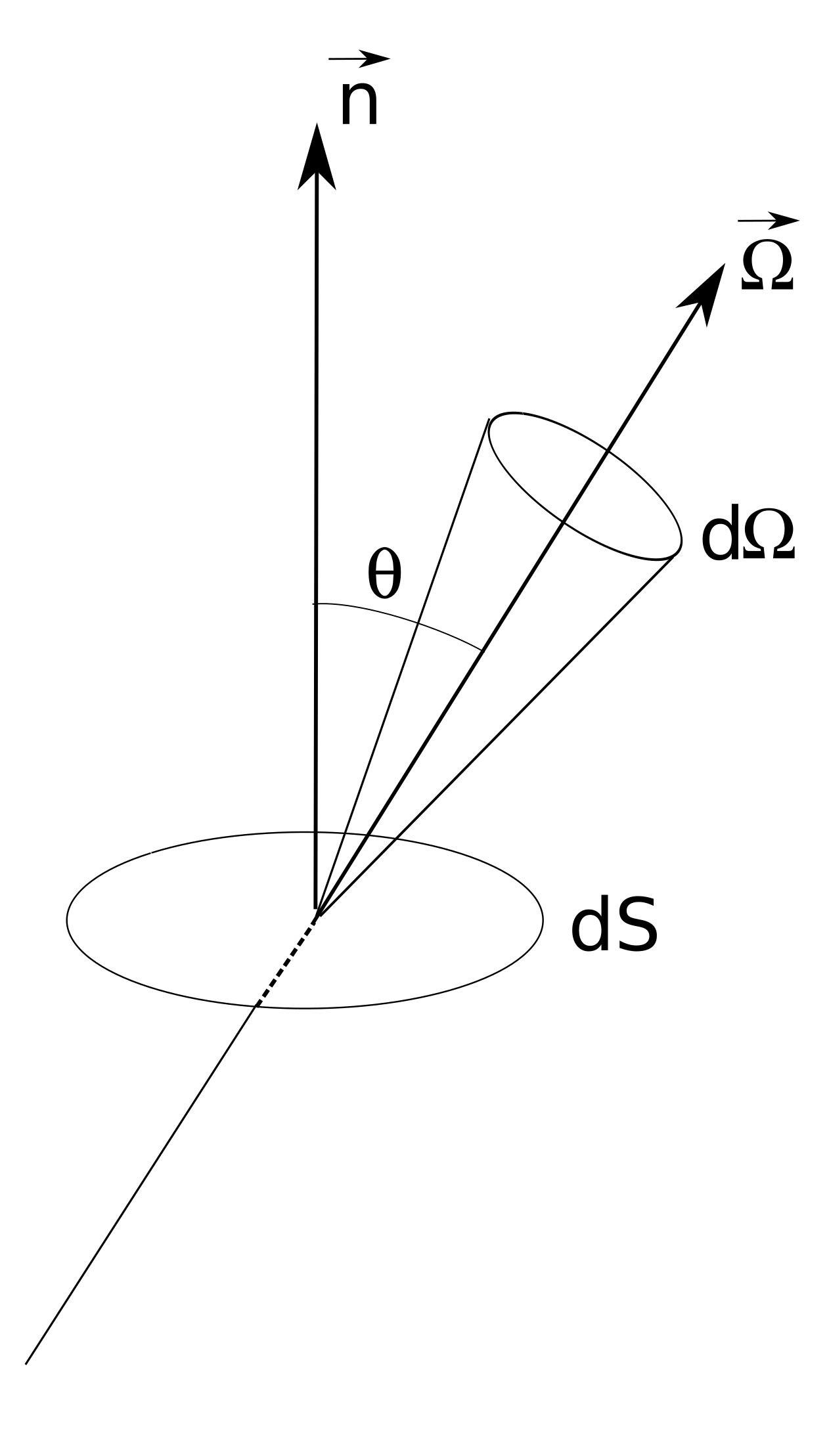
Définition de la luminance.

Pour caractériser le transfert de rayonnement on utilise :
- la luminance spectrale (par unité de fréquence, en  J m−2 sr−1) {\displaystyle L_{\nu }} définie comme la quantité d'énergie radiative {\displaystyle \mathrm {d} {\mathcal {E}}_{\nu }} contenue dans un intervalle spectral {\displaystyle \mathrm {d} \nu }, dans un angle solide {\displaystyle \mathrm {d} \Omega }, traversant l'aire élémentaire {\displaystyle \mathrm {d} \sigma =\,\mathrm {d} S\cos \theta } durant le temps {\displaystyle \mathrm {d} t}

{\displaystyle \mathrm {d} {\mathcal {E}}_{\nu }=L_{\nu }\,\mathrm {d} \sigma \,\mathrm {d} \nu \,\mathrm {d} \Omega \,\mathrm {d} t}
- le flux (emittance ou exitance, en  J) spectral émis par la surface {\displaystyle \mathrm {d} S} dans l'angle solide {\displaystyle \mathrm {d} \Omega }

{\displaystyle \mathrm {d} M_{\nu }=L_{\nu }\,\mathrm {d} \sigma \,\mathrm {d} \Omega }
On peut également utiliser les quantités correspondantes rapportées à la longueur d'onde au lieu de la fréquence.

## Définition du facteur de forme

### Aspect local

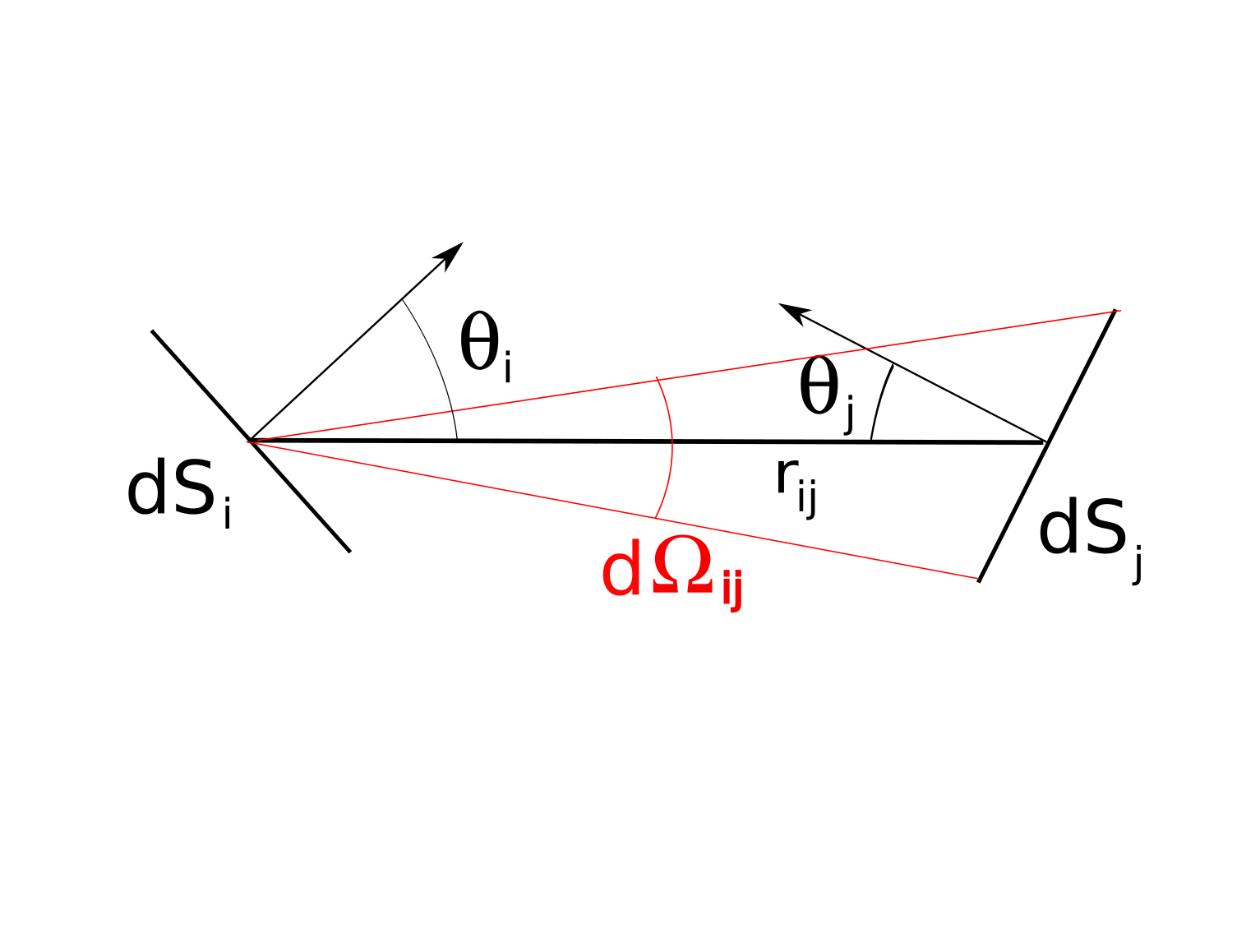
Description géométrique du problème.

Deux surfaces élémentaires {\displaystyle \mathrm {d} S_{i}} et {\displaystyle \mathrm {d} S_{j}} distantes de {\displaystyle r_{ij}} échangent du rayonnement. Le flux spectral reçu par {\displaystyle \mathrm {d} S_{j}} est
{\displaystyle \mathrm {d} M_{\nu _{j}}=L_{\nu _{i}}\,\mathrm {d} S_{i}\cos \theta _{i}\,\mathrm {d} \Omega _{ij}}
où {\displaystyle \mathrm {d} \Omega _{ij}={\frac {\mathrm {d} S_{j}\cos \theta _{j}}{r_{ij}^{2}}}} est l'angle solide sous lequel on voit {\displaystyle \mathrm {d} S_{j}} depuis {\displaystyle \mathrm {d} S_{i}}.
Par suite on peut écrire
{\displaystyle \mathrm {d} M_{\nu _{j}}=L_{\nu _{i}}f_{ij}\,\mathrm {d} S_{i}\,\mathrm {d} S_{j}}
avec
{\displaystyle f_{ij}={\frac {\cos \theta _{i}\cos \theta _{j}}{r_{ij}^{2}}}}
Cette quantité caractérise entièrement la géométrie de manière immédiatement utilisable pour le calcul des échanges radiatifs.
On a par symétrie {\displaystyle f_{ji}=f_{ij}}. Par convention {\displaystyle f_{ii}=0} (l'interprétation physique est évidente).

### Aspect intégral
Soient {\displaystyle S_{i},S_{j}} des surfaces quelconques.
Le flux spectral reçu de la surface {\displaystyle S_{i}} par la surface {\displaystyle S_{j}} s'écrit
{\displaystyle M_{\nu _{j}}=\int _{S_{i}}L_{\nu _{i}}\int _{S_{j}}f_{ij}\,\mathrm {d} S_{j}\,\mathrm {d} S_{i}}
Si l'émission est isotrope la loi de Lambert permet d'écrire le flux spectral sous la forme {\displaystyle M_{\nu _{i}}=\pi L_{\nu _{i}}}. Si de plus on considère cette quantité constante sur la surface {\displaystyle S_{i}} on a
{\displaystyle M_{\nu _{j}}={\frac {M_{\nu _{i}}}{\pi }}\int _{S_{i}}\int _{S_{j}}f_{ij}\,\mathrm {d} S_{j}\,\mathrm {d} S_{i}=M_{\nu _{i}}S_{i}F_{ij}}
où
{\displaystyle F_{ij}={\frac {1}{\pi S_{i}}}\int _{S_{i}}\int _{S_{j}}f_{ij}\,\mathrm {d} S_{j}\,\mathrm {d} S_{i}}
est appelé facteur de forme (en anglais view factor). Il représente la fraction de l'énergie émise par {\displaystyle S_{i}} arrivant sur {\displaystyle S_{j}}.
Du fait des hypothèses faites, cette notion n'est valide que dans un domaine limité. Elle a dans ce domaine l'avantage de permettre des calculs analytiques sur un grand nombre de configurations géométriques simples,.

### Propriétés
- {\displaystyle F_{ii}=0} dans le cas de géométries planes ou convexes mais {\displaystyle F_{ii}>0} pour une partie concave.
- Puisque {\displaystyle f_{ji}=f_{ij}} on déduit de l'expression ci-dessus un principe de réciprocité

{\displaystyle S_{j}F_{ji}=S_{i}F_{ij}}
- De la définition on déduit très facilement une relation d'additivité utilisable pour les géométries simples[2]

{\displaystyle F_{i(j+k)}=F_{ij}+F_{ik}}

### Une formulation équivalente
Quel que soit le mode de description d'une surface, celle-ci dépend de deux variables. L'expression du facteur de forme ci-dessus est donc une intégrale quadruple. On peut réduire cette dimension en utilisant le théorème de Stokes. Soient {\displaystyle (C_{i},C_{j})} les contours de {\displaystyle (S_{i},S_{j})}, {\displaystyle (\mathrm {d} c_{i},\mathrm {d} c_{j})} les éléments de ces lignes et {\displaystyle c_{ij}} la distance entre ces éléments, alors le facteur de forme s'écrit comme une intégrale de bord
{\displaystyle F_{ij}={\frac {1}{2\pi S_{i}}}\int _{C_{i}}\int _{C_{j}}\log c_{ij}\,\mathrm {d} c_{j}\,\mathrm {d} c_{i}}
On a réduit l'expression à une intégrale double dont le calcul est plus simple.

## Calcul numérique des facteurs de forme
L'étape importante lorsque l'on utilise la première expression du facteur de forme est le calcul de l'angle solide {\displaystyle \mathrm {d} \Omega _{ij}}. La méthode de lancer de rayon est utilisable et résout simplement le problème des parties cachées. Pour le calcul des facteurs de forme proprement dit le calcul analytique est préférable. Lorsque la vitesse de calcul est importante, par exemple pour la génération d'images, on peut utiliser une méthode approchée utilisant des hémicubes. 

## Code de calcul en libre accès
- (en) View3D : calcul de facteurs de forme entre polygones simples.
- Syrthes : logiciel généraliste de thermique pour la résolution numérique de la conduction et du rayonnement en milieu transparent.